# Токати, Григори
Григори Токати[уточнить] или Григорий Александрович Токаев (осет. Токаты Ахмӕты фырт Гогки; англ. Grigory A. Tokaty; 1913, село Новоурухское (Секер/Шечер), Владикавказский округ, Терская область — 23 ноября 2003, Графство Суррей, Англия) — советский и английский учёный в области ракетодинамики и космонавтики, глава Департамента авиации и космической технологии Лондонского университета, профессор, публицист.
Действительный член Нью-Йоркской академии наук, Американской инженерной академии в Вашингтоне, действительный член Королевского общества аэронавтики Великобритании, член Королевского института математики и её приложений, член Американского общества аэронавтики и астронавтики, член Британского Совета технологических аттестаций. 

## Биография

### Происхождение
Родился в 1913 году в селе Новоурухское Владикавказского округа Терской области (ныне — Ирафский район Северной Осетии), в бедной осетинской семье. В начале 1920-х годов семья переселилась на новые земли, где было основано село Ставд-Дурта (Ставд-Дорт, ныне — Кировский район Северной Осетии). Происходит из крестьян. Ахмат Токаев, отец конструктора, умер в 1917 году.

### Учёба
Согласно воспоминаниям Токати, он не провёл за школьной партой ни одного дня. B 1924 году вступил в комсомол. Член ВКП(б) с 1928 года. По его собственным словам, он стал «молодым фанатиком, вверившим свою жизнь сначала комсомолу, а потом ВКП(б)». В 1928 году уехал в Ленинград, где учился на рабфаке, путёвку на который получил благодаря своей работе в 1927 году трактористом на тракторе «Фордзон», одним из первых на Северном Кавказе. Вскоре привлёк к себе внимание выдающимися математическими способностями.
В 1932 году окончил Высшее техническое училище им. Баумана и поступил на военную службу в РККА. В 1937 году по комсомольской путёвке отправился в Военно-воздушную академию им. Жуковского. Уже через год стал начальником лаборатории этой академии, в 1938 году получил диплом Академии, а в 1941 году Токати присвоена степень кандидата технических наук. В этом же году становится деканом факультета авиационной техники.

### Участие в Великой Отечественной войне
С началом Великой Отечественной войны служил в бомбардировочной авиации, но вскоре был отозван с фронта командованием для работ над ракетами в Москве. Работал в Военно-Воздушной Академии имени Жуковского. В боевых действиях участия не принимал, ранений и контузий не имел.

### Работа над советскими авиационными проектами
Во время ВОВ работал над секретными проектами, одновременно читал лекции в московских вузах: МВТУ, МАИ и МЭИ. В 1947 году присвоено звание подполковника, в то же время назначен ведущим специалистом в области авиационных и ракетных разработок. В этом же году отправлен в командировку в Восточный Берлин, как член экспертной комиссии с целью ознакомления с захваченными фашистскими секретными архивами и допроса немецких учёных-ракетчиков, оказавшихся в советской зоне оккупации.

### Разведывательная деятельность
В Берлине с 1945 года, с подачи маршала Соколовского стал секретарём Союзного контрольного совета, был подчинён лично Г. К. Жукову. С 3 июля 1945 года — окружной уполномоченный Военно-воздушного отдела СВАГ, до 23 мая 1946 года — старший помощник начальника 2-го отделения по промышленным и ремонтным предприятиям Военно-воздушного отдела СВАГ, с 23 мая 1946 года — старший помощник начальника 4-го отделения по организационным и оперативно-тактическим вопросам Военно-воздушного отдела СВАГ. Одновременно с августа 1945 года по январь 1946 года работал в советской секции Союзного Секретариата, причём в сентябре 1945 был избран секретарём партбюро организации, затем — в Военном управлении Секретариата.
Его главная работа заключалась в сборе всей имеющейся информации о немецкой ракетной программе Вернера фон Брауна и разработках военных самолётов. Это задание Токаев выполнял вместе с Королёвым. В 1947 году Токаева вызывают в Кремль и просят оценить возможность использования реактивных бомбардировщиков, проекты которых были найдены в Германии, для нанесения ударов по США. Также перед ним поставили задачу разыскать и вывезти в СССР Ойгена Зенгера, одного из ведущих немецких инженеров. Активно настаивал на вывозе в Москву немецкого авиастроителя Курта Танка.

### Побег
16 октября 1947 года приказом по СВАГ был освобождён от занимаемой должности и откомандирован в Москву в распоряжение Отдела кадров ВВС МВС СССР. Случайно узнав, что СМЕРШ собирается арестовать его, вместе с женой Азой и дочерью Беллой 3 ноября 1947 бежал в английскую зону оккупации. Перейдя в британский сектор Берлина, Токаев попросил политического убежища. Тогда же он получил британский паспорт, новое имя — Григори Токати — и в течение нескольких месяцев британские разведчики прятали его от советских агентов, пытавшихся найти слишком много знавшего инженера.
В 1948 году Токаев был переправлен в Лондон. Сотрудничал с западной разведкой под псевдонимом «Эксайз», склоняя советских офицеров к невозвращенчеству (например подполковника Тасоева в 1948 году).
В Советском Союзе Токаев в 1949 году был заочно осуждён и приговорён к 25 годам лишения свободы с отбыванием наказания в исправительно-трудовом лагере. Токати написал историю своего побега.

### Работа над английскими проектами
После получения гражданства, Токати работал в секретных учреждениях Великобритании. С 1960 года читал лекции по аэронавтике в Колледже высшей технологии Нортхэлнтон, в 1961—1975 годах — глава колледжа, профессор (1967). Научную деятельность в Англии совмещал с чтением лекций в университетах США, Голландии, Турции, Ирана, Нигерии.

### Публицистика
Наряду с работой над авиационными проектами, занимался публицистикой. Своими статьями, в которых он обличал советский режим, его планы по созданию баллистических ракет, оснащённых биологическим оружием, его политику в Европе, Токати заработал массу врагов среди британских левых.

### Работа над американскими аэрокосмическими проектами
В начале 1960-х годов он отправился в США для работы над программой высадки человека на Луну.

### Семья
- Жена — Токаева-Баева Аза Заурбековна, уроженка Владикавказа, по образованию инженер-химик.
  - Дочь — Белла, 1938 года рождения. Бежали вместе с ним в Англию.
- Сестра — Токаева Нина Александровна. Замужем за Климовым Михаилом Ефимовичем, служащим СВАГ, проживали вместе на квартире Токаева в Берлине.
- Двоюродный брат — Токаев Темир (Тимофей) Бизигаевич. Проживал в Москве.

Двоюродный брат Токаев Хагуди Гидоевич. Проживал в г. Нальчике; племянник Токаев Харитон Дзибаевич — в п. Мизур Алагирского р-на Северо-Осетинской АССР. (Розыскное дело в КГБ при СМ Северо-Осетинской АССР. 1969 г.)

### Оценка заслуг
В СССР имел награды: нагрудный знак «Отличник РККА», орден Красной Звезды, медаль «За боевые заслуги», «За победу над Германией».
Григори Токати попал в список кандидатов на присвоение звания сэра королевой Великобритании. От титула отказался, мотивируя это следующим образом:

Я, осетин, Григори Токати, тоже попал в этот список. Но для этого я должен выразить свою обязательную преданность Королеве Англии в специальной декларации. Иностранец здесь не может быть сэром без этой клятвы… Я отказался от клятвы. Почему? Я не англичанин, я — осетин, хотя бесконечно благодарен этой стране за такое доверие, за такую честь, но я — сын Кавказа, там я впервые вдохнул воздух жизни. Меня никакими красивыми словами, никакими званиями и наградами нельзя сделать неосетином.

## Увековечение памяти
- В округе Лос-Аламос, штат Нью-Мексико установлен бронзовый бюст с надписью G. A. Tokaty.[19]
- Одна из улиц в университетском городке Лондона названа именем Токати.[19]
- В университете Сити лорд-мэр Лондона, одновременно являющийся и ректором этого университета, ежегодно присваивает Стипендию имени Токати.[19]
- Согласно рассказам самого учёного, в 1972 году американские астронавты установили на Луне портрет Токати вместе с портретом Вернера фон Брауна.[20][21]
- В 2000 году Королевой Великобритании учёному был присвоен титул лорда.[22]
- В 1974 году в Великобритании был снят документальный сериал Мартина Смита «Мир в Войне» (англ. The World at War), в котором Токати дал интервью.[23]
- Побег Токаева упоминается персонажем романа Яна Флеминга «Из России с любовью» генералом КГБ Грубозабойщиковым.